# آستانه (شیراز)

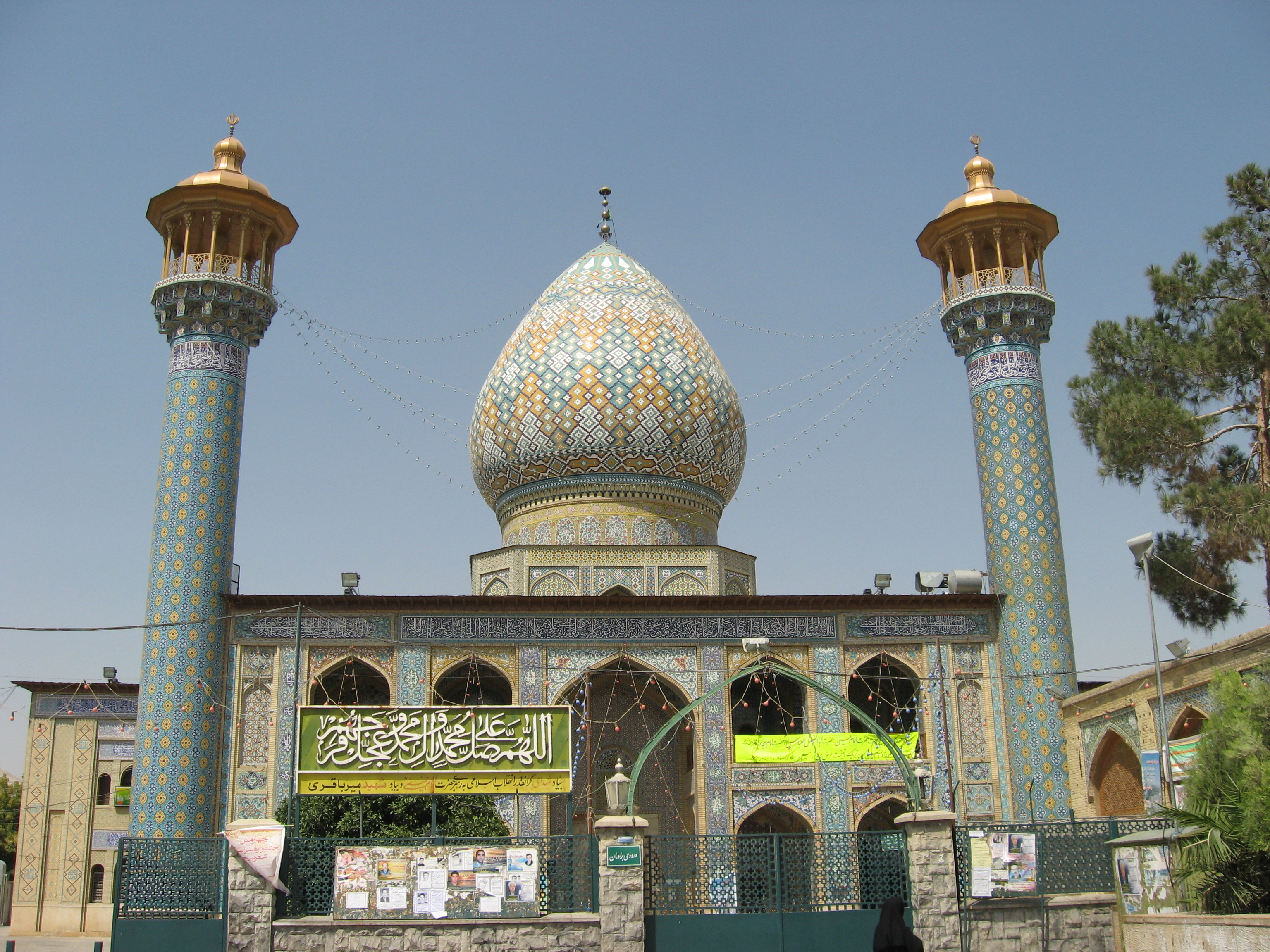
زیارتگاه سید علاءالدین حسین

آستانه محله بسیار کهن در مرکز شیراز که آرامگاه سید علاءالدین حسین فرزند موسی کاظم در آن قرار دارد و بعد از بارگاه احمد ابن موسی شاهچراغ مهم‌ترین زیارتگاه در شیراز است.

## ثبت ملی
بنای آرامگاه در تاریخ ۲۹/۹/۱۳۱۶ با شماره ۳۰۹ در فهرست آثار ملی ایران به ثبت رسیده‌است. شماره ۹۱۸ در فهرست آثار ملی ثبت شده‌است.

## مرکز نجوم و فلکی
این مرکز با زیربنای ۲۰۰ مترمربع، بر روی پشت‌بام آرامگاه واقع‌شده که شامل اتاق رصدخانه با گنبدی به قطر ۴ متر و سالن برگزاری دوره‌های و آموزشی است.